# Nomenclator

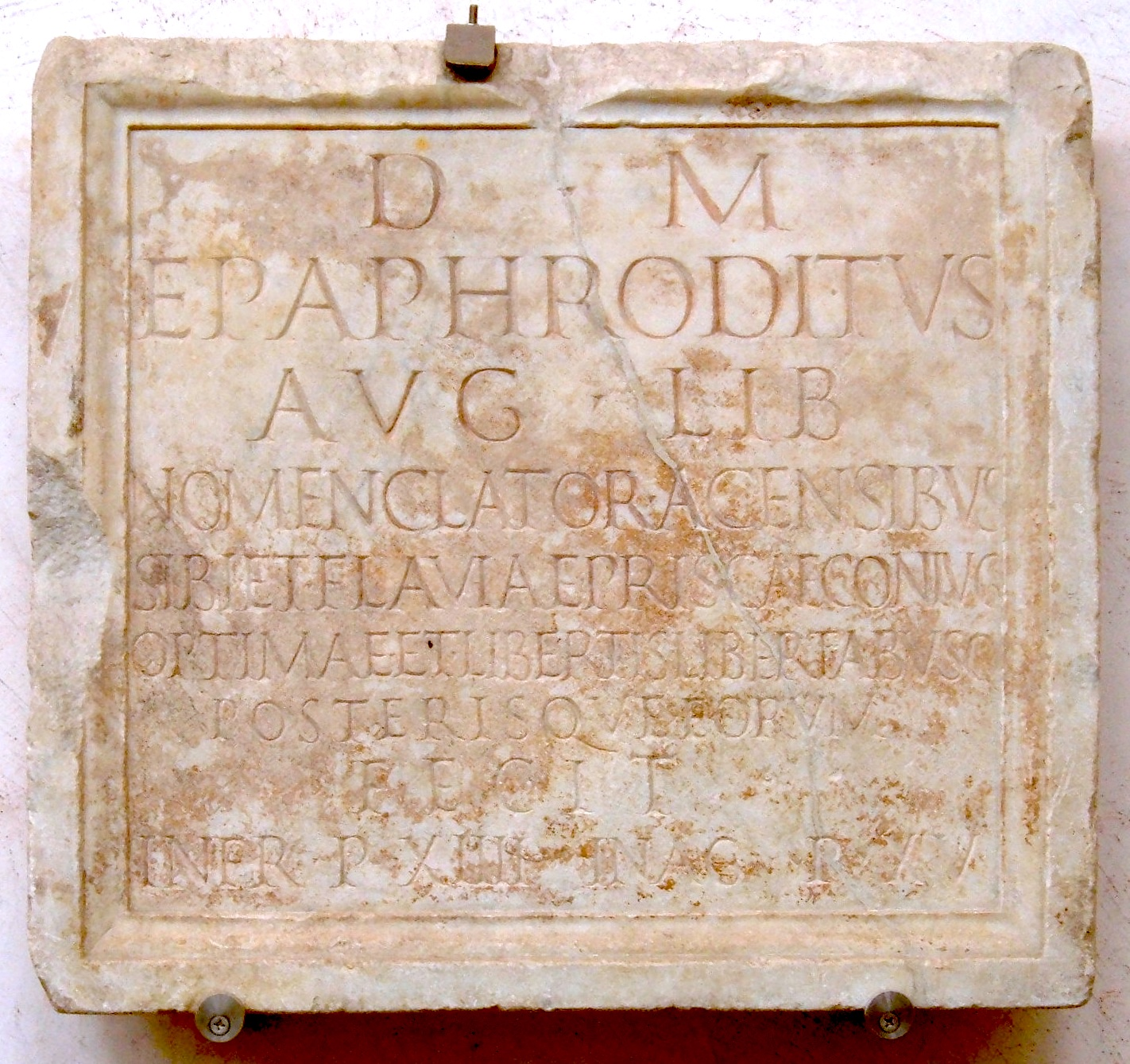
Inscription funéraire d'un certain Epaphroditus, affranchi impérial (AUG. LIB.) et nomenclator.

Le nomenclator est dans la Rome antique un esclave spécialisé qui rappelle à son maître les noms et qualités de la personne qu'il approche ou qui vient à lui. Il servait ainsi de physionomiste à son maître lors des salutations matinales effectuées par les clients à leur patron, ou lors de ses déplacements au forum. Mais cet esclave était plus utile aux ambitieux Romains de la République qui voulaient flatter leur électorat en feignant de se souvenir du nom du quidam rencontré et électeur potentiel, qu'à un empereur...
Chez les riches Romains, lors des festins, il relevait du nomenclator de placer les convives et d'annoncer les plats qui étaient servis.